# Salah ad-Din (province)
Pour l’article homonyme, voir Saladin.
La province de Salâh ad-Dîn tient son nom du héros musulman kurde Saladin au XIIe siècle.
C'est la province natale de Saddam Hussein.
Tikrit est la capitale de la province.

## Districts
| District     |            | Capitale       |            |
| ------------ | ---------- | -------------- | ---------- |
| Tikrit (en)  | تكريت      | Tikrit         | تكريت      |
| Tus Khurmatu | طوزخورماتو | Touz Khormatou | طوزخورماتو |
| Samarra      | سامراء     | Samarra        | سامراء     |
| Balad        | بلد        | Balad          | بلد        |
| Bayjî        | بيجي       | Baïji          | بيجي       |
| Ad-Dur       | الدور      | Ad-Dur         | الدور      |
| Ach-Chirqat  | الشرقاط    | Ach-Chirqat    | الشرقاط    |
| Al-Fâris     | الفارس     | Al-Faris (en)  | الفارس     |

### Sources
- (en) Cet article est partiellement ou en totalité issu de l’article de Wikipédia en anglais intitulé « Saladin Province » (voir la liste des auteurs).